# Voronov
Voronov je priimek več oseb:
- Artem Voronov, uzbeški alpski smučar
- Genadij Voronov, ruski državnik
- Ivan Vasiljevič Voronov, sovjetski general
- Jurij Nikolajevič Voronov, ruski botanik
- Nikolaj Nikolajevič Voronov, sovjetski general